# Suzanne Lacore

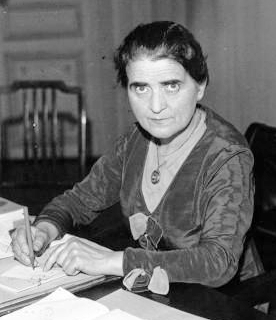
Suzanne Lacore 1936

Suzanne Marie Lacore (* 30. Mai 1875 in Beyssac (Corrèze); † 6. November 1975 in Milhac-d’Auberoche (Dordogne)) war eine französische Politikerin.

## Leben

### Familie und Beruf
Suzanne Lacores Mutter wurde 1882 Witwe und zog mit ihren sechs Kindern nach Ajat in der Dordogne. 1886 heiratete sie Paul Laganne, einen Gutsbesitzer und Kaufmann. Aus dieser Ehe gingen drei Kinder hervor. In dieser Patchwork- und Großfamilie sorgte Paul Laganne, der zunächst Beigeordneter und später Bürgermeister von Ajat war, für eine gute Ausbildung seiner Kinder. Suzanne besuchte ab 1887 ein von Nonnen geleitetes Internat, in dem Mädchen auf das Grundschullehramt vorbereitet wurden. Anschließend legte sie die Aufnahmeprüfung für die École normale primaire ab, wo sie nach dreijähriger Ausbildung (1891–1894) das höhere Lehrpatent erwarb.
Sie war von 1894 bis zu ihrer Pensionierung im Jahr 1930 Lehrerin in der Dordogne, zunächst von 1894 bis 1900 als Referendarin in Thenon, dann von 1900 bis 1903 als Lehrerin in Fossemagne und von 1903 bis 1930 in Ajat. Neben ihrem Beruf betrieb sie ihre politische Aktivitäten.
Sie starb hundertjährig am 6. November 1975 in Milhac-d’Auberoche in der Dordogne.

### Politik

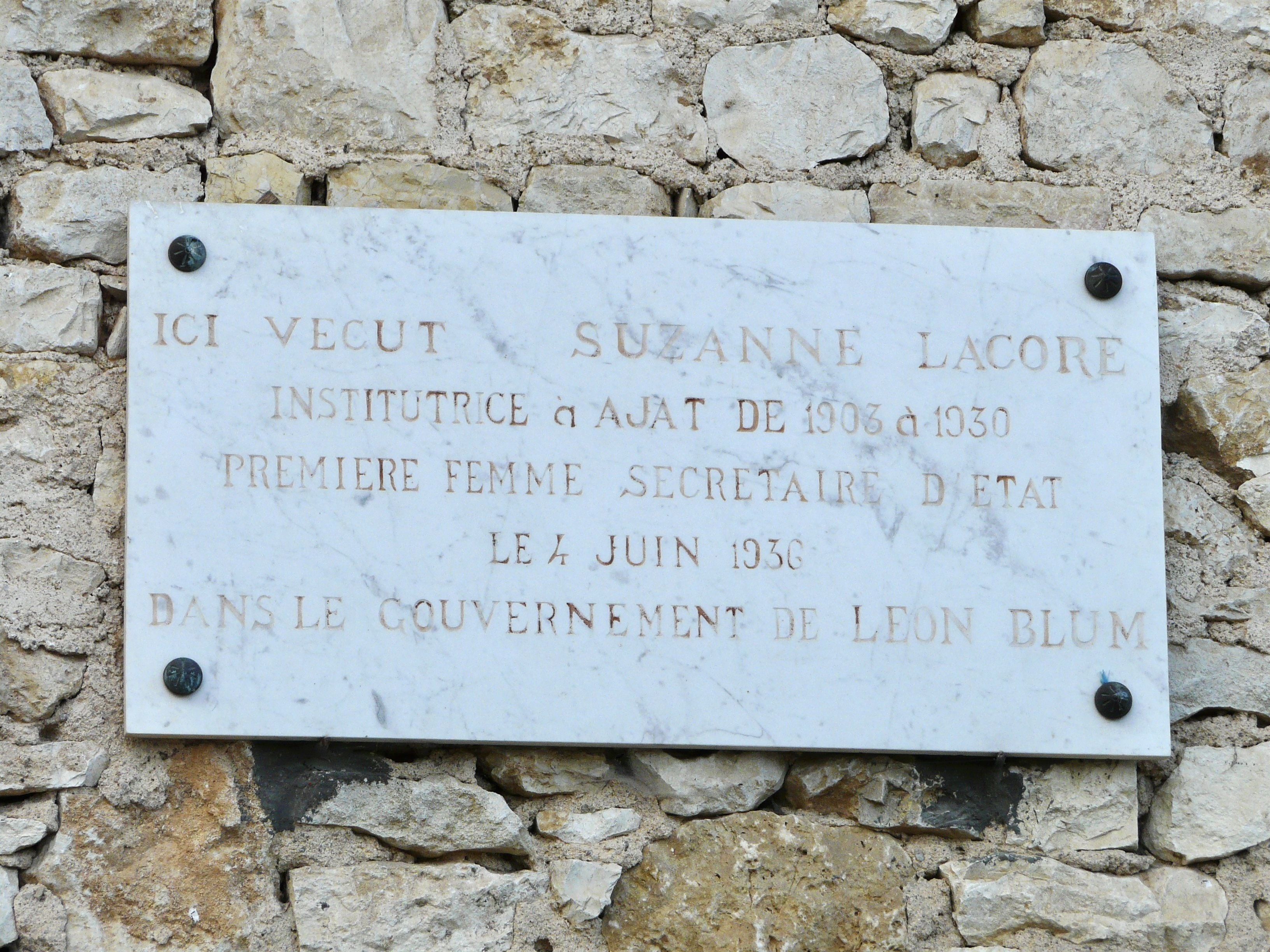
Inschrift am Wohnhaus Lacores in Ajat

Als sie 1906 der Section française de l’Internationale ouvrière (SFIO) beitrat, wurde sie zur sozialistischen Aktivistin. Zu dieser Zeit war sie die einzige Frau in der Dordogne, die Mitglied der Sozialistischen Partei war. Ab 1906 schrieb sie unter dem Pseudonym Suzon engagierte Artikel gegen das kapitalistische Regime und für die soziale Revolution für lokale, regionale und überregionale Zeitungen. Innerhalb der SFIO war sie Teil der guesdistischen Fraktion.
Nach der Spaltung in Tours (Dezember 1920) blieb sie der SFIO treu und bewegte sich zwischen dem dogmatischen Sozialismus von Jules Guesde und dem humanistischeren Sozialismus von Jean Jaurès. Sie engagierte sich für den Wiederaufbau der Partei, insbesondere in der Frauenfrage, und beteiligte sich 1931 an der Gründung des Comité national des femmes socialistes (CNFS), zu dessen führenden Persönlichkeiten sie zählte.
Am 4. Juni 1936 wurde sie neben Cécile Brunschvicg und Irène Joliot-Curie als erstes weibliches Mitglied in einer französischen Regierung Sous-secrétaire der Volksfrontregierung. Zu dieser Zeit durften Frauen weder wählen noch gewählt werden. Sie amtierte als Unterstaatssekretärin für Kinderfürsorge unter Gesundheitsminister Henri Sellier und wählte die Reformerin Alice Jouenne zu ihrer Kabinettschefin. Suzanne Lacore übte dieses Amt bis zum 21. Juni 1937 aus. Während ihrer Amtszeit als Sous-secrétaire entwickelte Suzanne Lacore neben einer Reform der öffentlichen Fürsorge ein umfassendes Maßnahmenpaket für behinderte und benachteiligte Kinder sowie für die Freizeitgestaltung. Sie führte Sozialbesucherinnen und Ausbildungskurse für junge Arbeiterinnen ein. Außerdem setzte sie Maßnahmen zur Unterstützung verlassener Kinder durch.
Suzanne Lacore veröffentlichte weiterhin Broschüren, schrieb Zeitungsartikel und hielt Reden. Darin hob sie besonders die Vorteile der Vorschule (École maternelle) hervor und betonte, wie wichtig es sei, dass ein Kind von Anfang an Bildung erhalte. Am Ende ihres Lebens war das Kind ihr wichtigstes Anliegen. Ihm widmete sie ihr letztes Buch „Enfance d'abord !“, das sie im Alter von 85 Jahren veröffentlichte.

### Engagement
Suzanne Lacore widmete ihr ganzes Leben der Verteidigung u. a. der Rechte von Frauen und Kindern. Ihre sozialistischen Ideen legte sie in Reden, Zeitungsartikeln und mehreren Büchern dar.
In Bezug auf die Gleichberechtigung von Frauen und Männern war Suzanne Lacore keine Feministin im herkömmlichen Sinne. Vielmehr engagierte sie sich für die sozialistische Frauenbewegung und Frauenbildung und war der Ansicht, dass die Emanzipation der Frau durch die Emanzipation des gesamten Proletariats erreicht werden müsse. So schrieb sie: „Für uns bleibt die Befreiung der Frau abhängig von der revolutionären Lösung, die das Arbeiterproletariat emanzipiert.“ und: „Die Minderwertigkeit der Frau ist ein von Männern erfundener Begriff; sie ist nicht das Echo eines Naturgesetzes.“
Im Bereich der Jugendfürsorge ebnete sie mit ihren Bemühungen um eine bessere Betreuung straffällig gewordener Jugendlicher den Weg für die 1945 erfolgte Abschaffung der Erziehungsheime, in denen Kinder und Jugendliche misshandelt wurden. Sie pflegte zu sagen: „Das Kind ist nicht schuldig. Schuldig ist die Gesellschaft, die dem – oft misshandelten – Kind nicht die Hilfe zukommen lässt, die es braucht.“

## Ehrungen

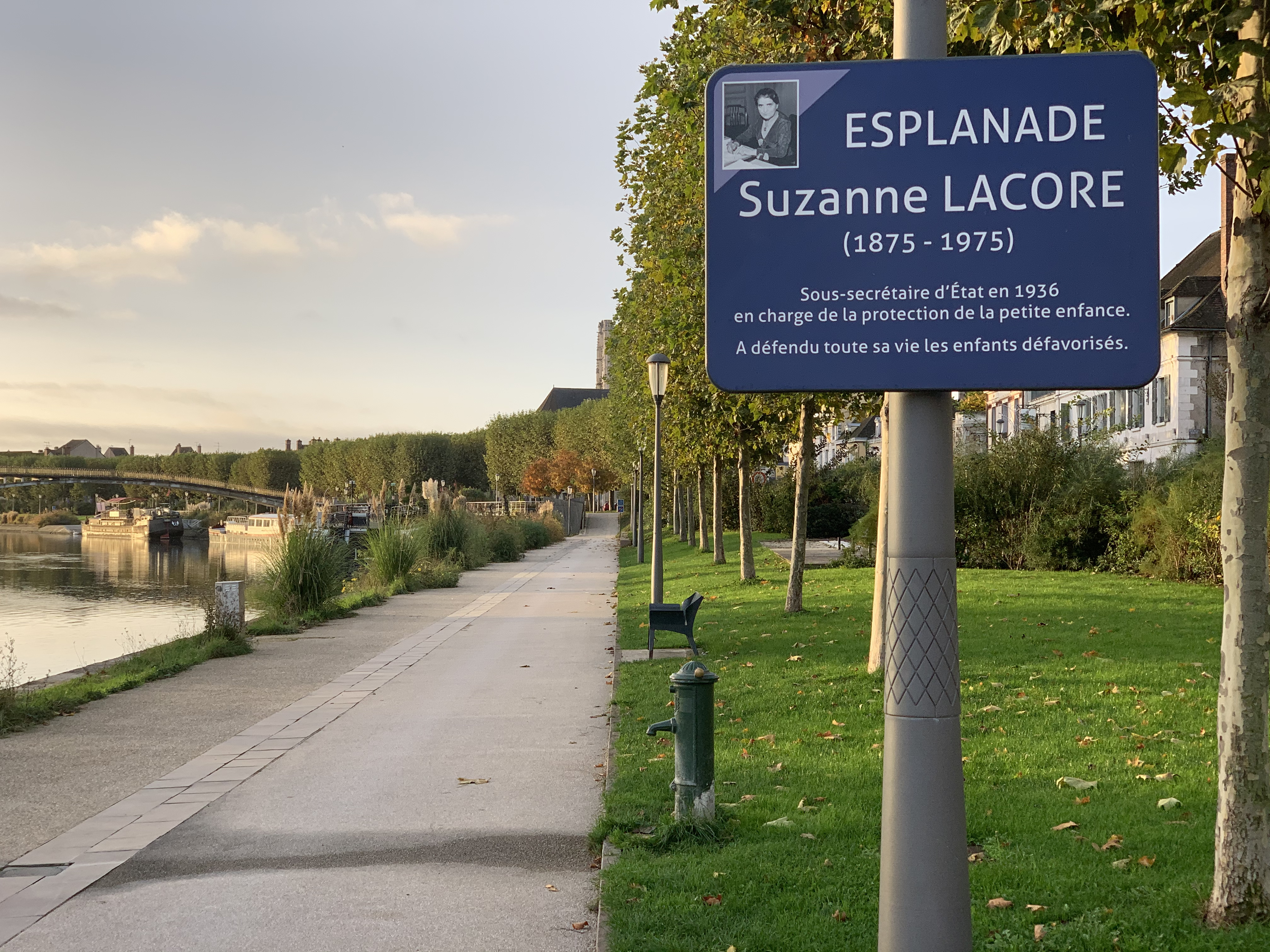
Esplanade Suzanne Lacore (Auxerre)

In einer Vielzahl französischer Orte sind Straßen oder Plätze nach Lacore benannt. Insbesondere wurden aber viele Bildungseinrichtungen wie Écoles primaires, Écoles maternelles, Kindertagesstätten oder Hochschulen nach ihr bezeichnet (beispielsweise die École primaire in Saint-Denis, die École maternelle in Lille oder die Hochschule im 19. Arrondissement von Paris).

## Schriften
Neben vielen Zeitungsartikeln veröffentlichte Lacore eine Reihe von Schriften:
- Socialisme et féminisme, Paris, éditions de l’Équité, 1914.
- Le Rôle de l’institutrice, Cahors, éditions de la Fédération féministe du Sud-Ouest, 1919.
- Femmes socialistes, Paris, éditions de la SFIO, 1932.
- La Femme dans l’agriculture, Cahiers des « Amis de Jacquou le Croquant », Paris, 1938.
- L’Émancipation de la Femme, Paris et Limoges, éditions de la Perfrac, Les Cahiers de la Démocratie, 1945.
- Espoir et lutte, Périgueux, Éditions Fanlac, Cahiers d’éducation socialiste féminine, 1951.
- Enfance d’abord ! (préface de Guy Mollet), Périgueux, éditions Fanlac, 1960.